# Clayton Township (Missouri)
Pour les articles homonymes, voir Clayton Township.
Clayton Township est un ancien township, situé dans le comté de  Saint-Louis, dans le Missouri, aux États-Unis,.